# Наземная мина

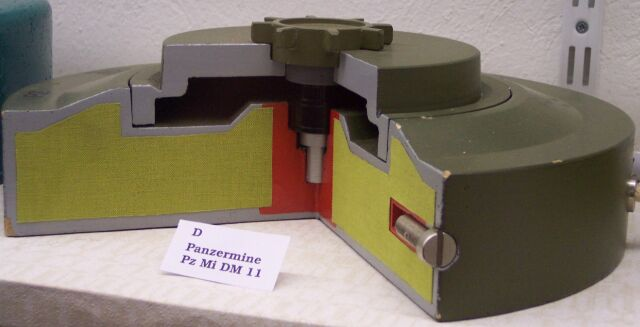
Противотанковая мина в разрезе

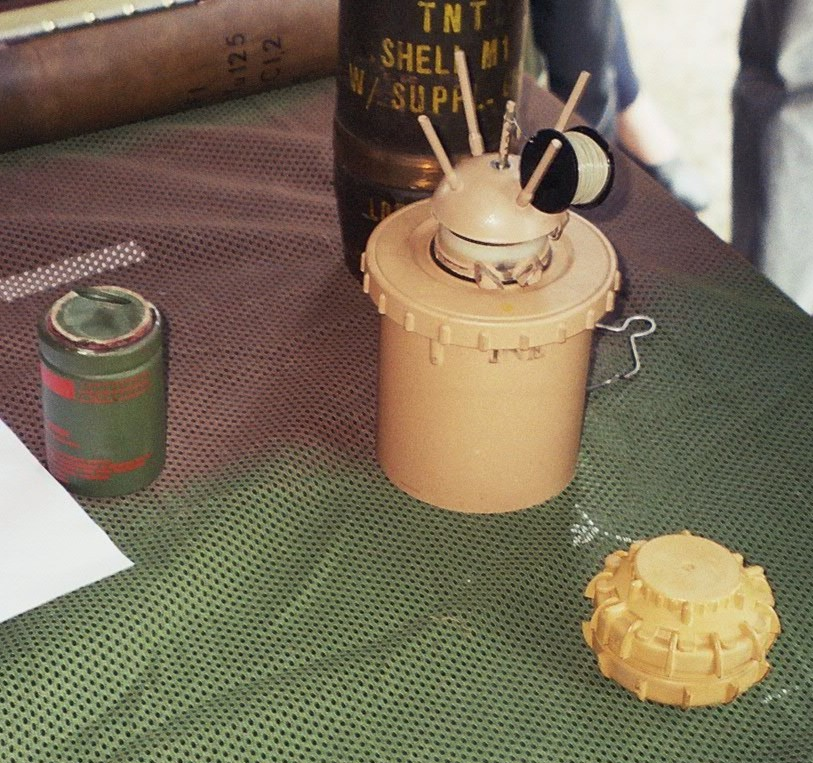
Слева направо: Противопехотные мины M14 (США), Valmara 69 (Италия), VS-50 (Италия)

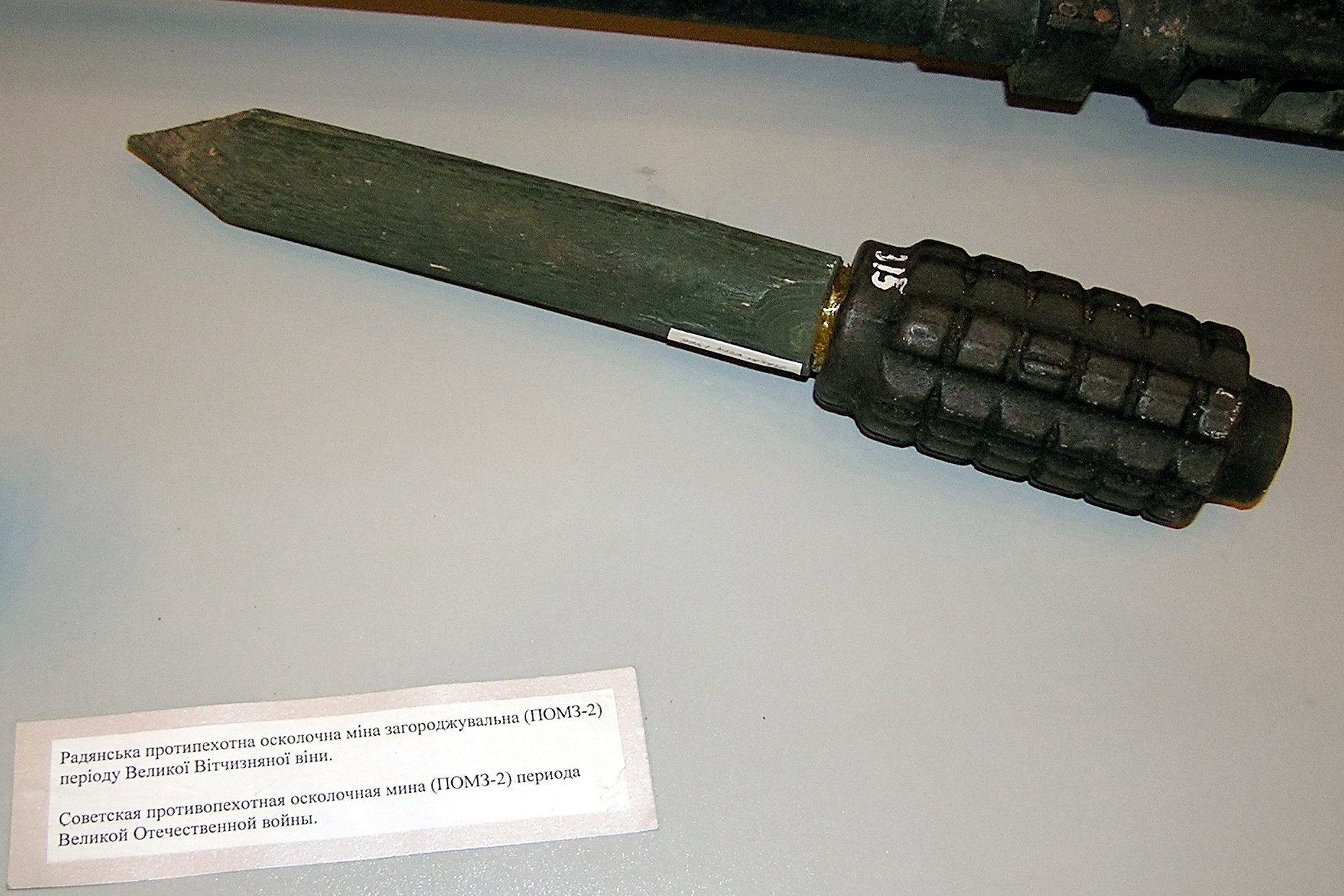
Советская противопехотная осколочная мина (ПОМЗ-2) времен ВОВ

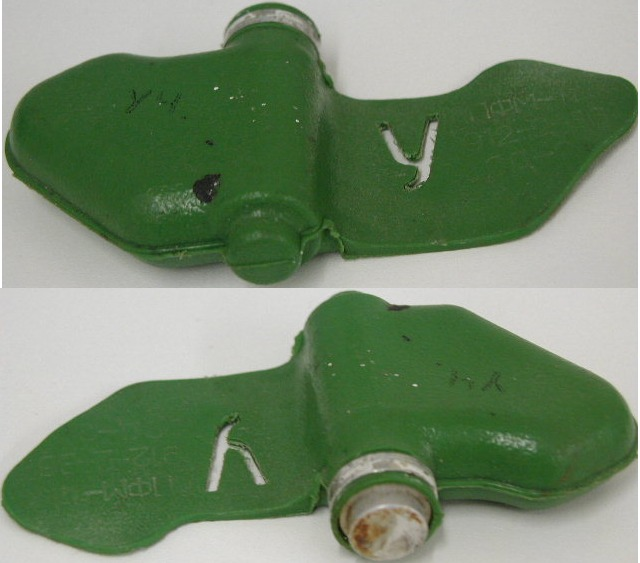
Советская противопехотная фугасная мина ПФМ-1

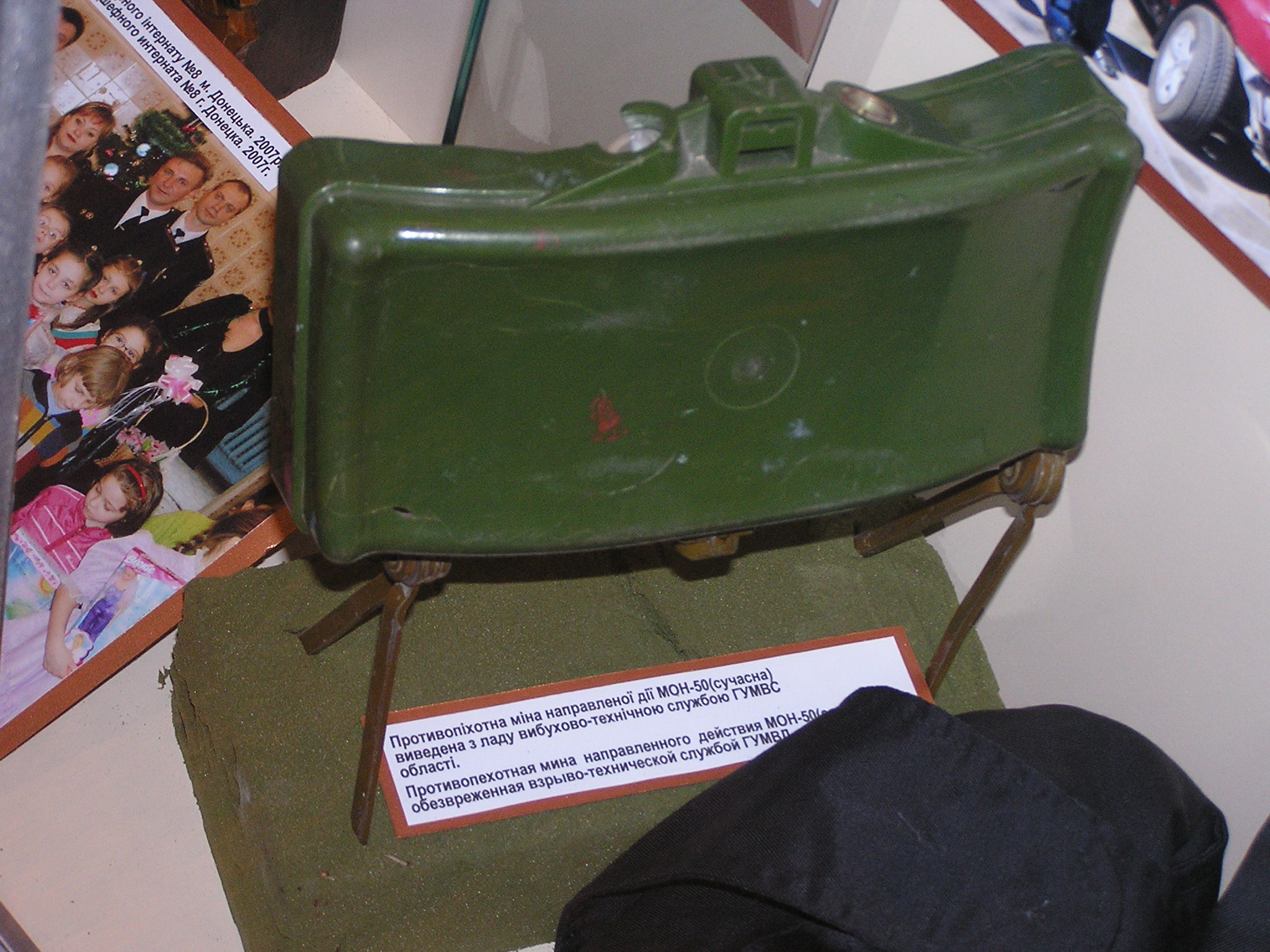
Противопехотная мина направленного действия МОН-50

Наземная мина — боеприпас, предназначенный для установки под землей, на земле или вблизи поверхности земли или другой поверхности, для взрыва от присутствия, близости или непосредственного воздействия цели.
Мины бывают серийными и самодельными; последние могут быть сделаны из снарядов, авиабомб и тому подобных боеприпасов, из зарядов взрывчатки и разнообразных поражающих элементов.
Различают мины противопехотные и противотанковые.

## Принцип действия
Мина состоит из корпуса, взрывателя с датчиком цели, основного и вспомогательных зарядов, дополнительных устройств. Мину устанавливают в месте ожидаемого появления противника, маскируют и активизируют взрыватель. При контакте цели со взрывателем подходит подрыв инициирующего заряда, приводящего в действие основной заряд мины. Поражение цели наносится ударной волной, осколками и фрагментами предметов окружающих мину. Кроме того, подрыв мины может быть использован как сигнал появления противника. 
Взрыватели мин бывают контактные, бесконтактные, дистанционного и замедленного действия. Контактные взрыватели активируются при физическом контакте с датчиком цели. Датчик цели может реагировать на приложение или снятие веса, наклон выступающего штыря, натяжение или обрыв проволоки. 
Бесконтактные взрыватели могут срабатывать при пересечении целью светового луча, изменении магнитного поля вокруг мины, обнаружении отражённого от цели радиосигнала и.т.п.
Взрыватель мины приводит в действие инициирующий заряд, который приводит к подрыву основного заряда мины.
Наиболее распространены мины нажимного действия, как противопехотные, так и противотанковые, которые срабатывают когда цель наступает или наезжает на взрыватель нажимного действия.

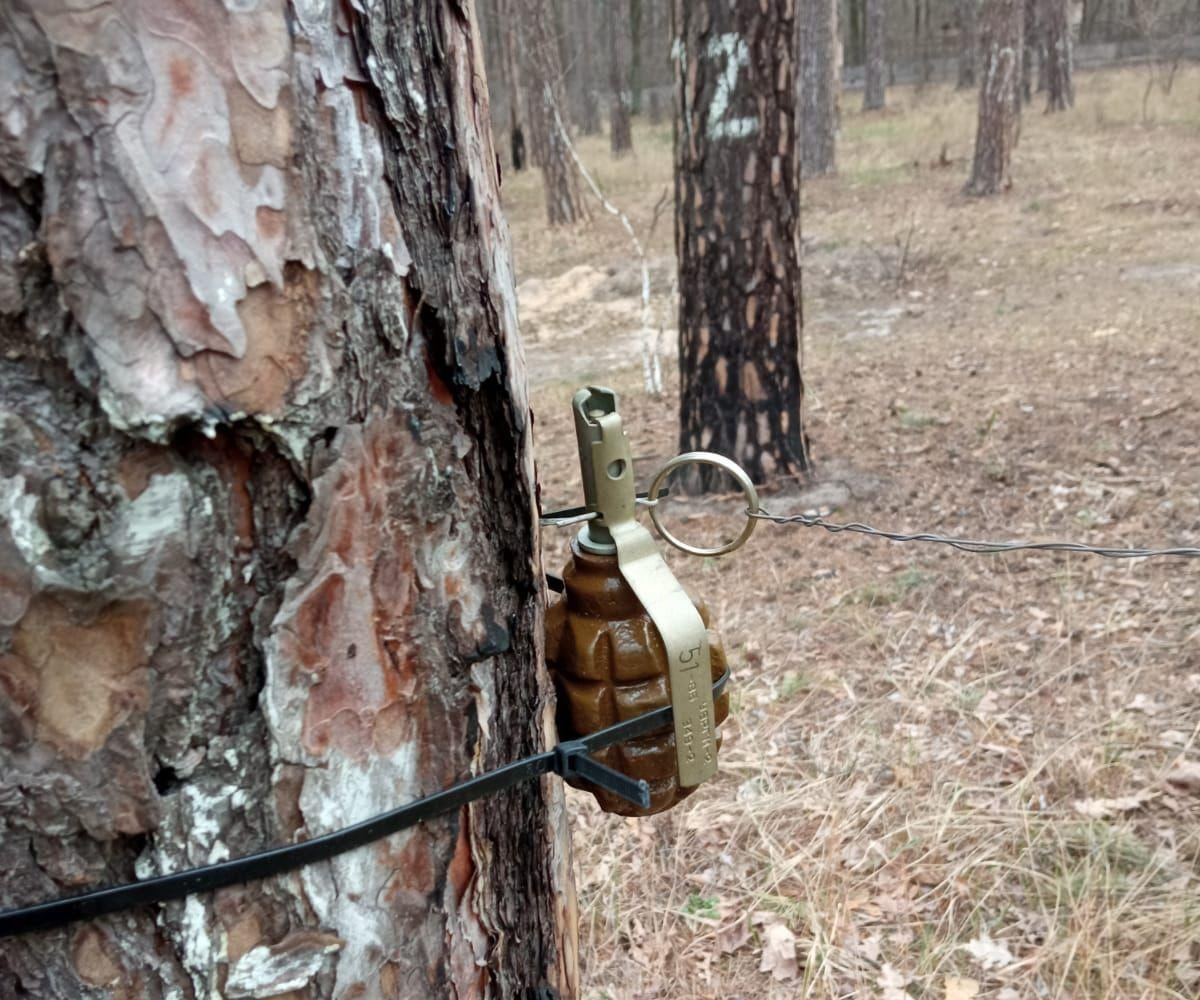
Ручная осколочная граната Ф-1 установленная на дерево в качестве растяжки

Распространение также получили так называемые «растяжки», мины скрытно устанавливаемые рядом с ожидаемым путём перемещения противника и срабатывающие при обрыве целью натянутой проволоки. При этом обычно используются противопехотные осколочные мины, гранаты или импровизированные мины изготовленные из других боеприпасов.
Некоторые виды мин (например, M18, М-225) могут быть активированы дистанционно с помощью радиоволн. Также мина может быть активирована (подорвана) посредством встроенного таймера (часового механизма). Особенность некоторых таймеров состоит в том, что после их активации отменить команду на подрыв уже невозможно (так называемый «самоубийственный детонатор»). 
Многие современные мины имеют самоликвидатор, обеспечивающий деактивацию или подрыв мины после истечения заданного промежутка времени. Это резко снижает опасность мин для мирного населения. Также взрыватели мин могут быть оборудованы устройством замедленного взведения, облегчающим установку мин, устройствами неизвлекаемости, призванными усложнить снятие мины.
Широкое распространение получили также мины ловушки представляющие собой некоторый заминированный предмет, при контакте с которым происходит подрыв основного заряда.
Для обнаружения мин (противопехотных и противотанковых), в основном используется миноискатель — прибор, содержащий электромагнитный контур, настроенный на определённую частоту. При появлении вблизи контура проводящего (металлического) предмета частота изменяется и прибор подаёт сигнал оператору. Однако современные мины, как правило, имеют пластиковый корпус, что значительно осложняет возможность их обнаружения с помощью миноискателя. Ранее (например, во время Второй мировой войны) использовались также мины со стеклянным или деревянным корпусом. В связи с этим специалисты для этой цели используют специально обученных животных, обладающих острым обонянием, например, служебных собак и даже крыс.

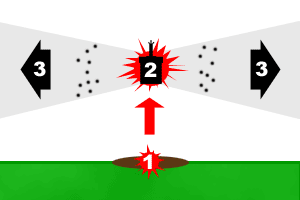
Принцип действия прыгающей мины

Некоторые из современных мин обладают возможностью «подпрыгивать» — при активации взрывателя мина за счет срабатывания небольшого заряда взлетает на высоту около 15-20 см, и уже потом происходит активация основного заряда. Подобные «прыгающие» мины называют «лягушками» из-за схожести «прыжка» мины с движением прыгающей лягушки.
Противопехотная мина наносит поражение цели ударной волной и осколками корпуса. Также может содержать готовые поражающие элементы в виде металлических шариков, кубиков, заранее надсечённой проволоки и.т.п. В кустарных минах используются элементы подшипников (шарики) или головки болтов, гвозди, куски металла, патроны стрелкового оружия и даже небольшие булыжники и камни.
Наиболее распространены фугасные противотанковые мины нажимного действия, срабатывающие при наезде на них техники и поражающие ударной волной ходовую часть, внутренние агрегаты и живую силу находящиеся внутри цели.
Кроме того, с развитием электроники появились противобортовые мины, оснащённые дистанционным взрывателем и поражающие цель ударным ядром.

## Применение
Применяться мины могут различными способами: возможна установка единичных мин, в том числе мин-ловушек, и создание минных полей. Минные поля обычно устраиваются так, чтобы установившие их войска имели возможность полностью обозревать минное поле и простреливать его, не давая неприятелю проделать проходы. Для своих войск могут оставлять проходы на случай контратак, что часто применяли войска Третьего Рейха в ходе ВОВ. Минные поля используются как в полевой, так и в долговременной фортификации, часто в сочетании с проволочными и иными заграждениями. Минные поля могут состоять только из противопехотных или противотанковых мин или же быть смешанными. В ходе военных действий мины выполняют две основные цели: задержать противника и нанести ему максимальные потери в живой силе и технике.
Одиночные мины, как правило, устанавливаются вручную, для установки минных полей применяются механизированные средства (минные заградители) и дистанционный метод (засевание с помощью реактивной и ствольной артиллерии, а также авиации). Некоторые мины (как например, ПФМ-1) предназначены для установки исключительно дистанционными методами минирования.
Одиночные мины часто используются разного рода террористами и партизанами, устанавливаются в оставляемых населенных пунктах отступающими войсками. В этом случае мины воздействуют в большей степени на психику противника и подрывают боевой дух.
Помимо войск, мины используются спецслужбами, террористами и криминальными структурами для осуществления, соответственно, убийств, террористических актов или акций устрашения.
В годы ВОВ немцы применяли мины-сюрпризы, завуалированные под сувенир, на советские позиции такие «подарки» иногда сбрасывали с самолетов люфтваффе вместе с пропагандистскими материалами.

## Запрет противопехотных мин
В 1992 году шестью неправительственными организациями было учреждено Международное движение за запрещение противопехотных мин. В дальнейшем к нему присоединились свыше ста организаций из многих стран. Среди тридцати семи неприсоединившихся стран Индия, Израиль, Китай, Пакистан, Россия и США.
В 2006 году ООН учредила ежегодный Международный день просвещения по вопросам минной опасности и помощи в деятельности, связанной с разминированием. Это решение было принято с целью привлечения внимания к разминированию неразорвавшихся боеприпасов и запрету установки противопехотных мин.
В 1997 году был основан неправительственный Швейцарский Фонд по Противоминной Деятельности, который содействует поиску и уничтожению мин и неразорвавшихся боеприпасов. В том же году была принята Оттавская конвенция «О запрещении применения, накопления запасов, производства и передачи противопехотных мин и об их уничтожении»: её ратифицировали 111 стран, но во многих случаях она выполняется лишь формально.
В 2020 году президент США Дональд Трамп распорядился возобновить использование противопехотных мин.

## Количество
Общее количество мин точно оценить невозможно, так как многие виды инженерных боеприпасов, гранаты, артиллерийские мины, и даже промышленные взрывотехнические изделия в ходе вооруженных конфликтов и/или при попадании в руки экстремистов, легко могут быть переделаны в мины различного назначения.